# Фасиліті-менеджмент
Фаси́літі-ме́неджмент (англ. facility management, facilities management, FM) — це координація людей та організацій, офісного простору, інфраструктури, часто асоціюється з адмініструванням офісних центрів, спортивних комплексів, арен, шкіл, університетів, торговельних центрів, медичних закладів, готелів, промислових об'єктів тощо.
Згідно зі стандартом EN 15221-1, фасиліті-менеджмент — це інтеграція окремих процесів у рамках організації, які обслуговують та розвивають певні, узгоджені сервіси, які в свою чергу підтримують та покращують ефективність основного виду діяльності компанії.

## Компетенції
У 2009 році Міжнародна асоціація фасиліті-менеджменту (IFMA) визначила одинадцять основних компетенцій фасиліті-менеджменту:
| №  | Competencies                                   | Компетенції                                                               |
| -- | ---------------------------------------------- | ------------------------------------------------------------------------- |
| 1  | Communication                                  | Комунікація                                                               |
| 2  | Emergency Preparedness and Business Continuity | Готовність до надзвичайних ситуацій і забезпечення безперервності бізнесу |
| 3  | Environmental Stewardship and Sustainability   | Охорона навколишнього середовища та сталий розвиток                       |
| 4  | Finance and Business                           | Бізнес і фінанси                                                          |
| 5  | Human Factors                                  | Людські фактори                                                           |
| 6  | Leadership and Strategy                        | Стратегія та лідерство                                                    |
| 7  | Operations and Maintenance                     | Експлуатація і технічне обслуговування                                    |
| 8  | Project Management                             | Управління проектами                                                      |
| 9  | Quality                                        | Якість                                                                    |
| 10 | Real Estate and Property Management            | Нерухомість та управління власністю                                       |
| 11 | Technology                                     | Технології                                                                |